# جوان فولكنير
جوان فولكنير (بالإنجليزية: Joanne Faulkner)‏ هي كاتِبة وفيلسوفة أسترالية، ولدت في 14 أبريل 1972 في آرمدال في أستراليا.